# Campionati europei di nuoto 2008
La XXIXª edizione dei campionati europei di nuoto si è svolta al Pieter van den Hoogenband Zwemstadion di Eindhoven (Paesi Bassi) dal 13 al 24 marzo 2008.
In questa edizione, il nuoto di fondo non ha fatto parte del programma della manifestazione, in quanto è stata disputata una edizione indipendente. La rassegna ha visto comunque l'introduzione di due nuove gare: gli 800 metri stile libero maschili e i 1500 metri stile libero femminili.

## Medagliere

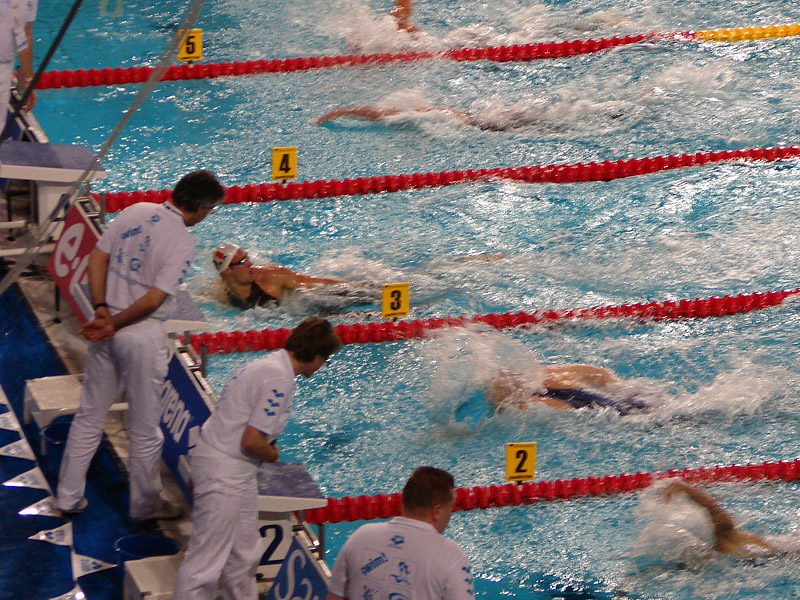
Alain Bernard stabilisce il nuovo record del mondo sui 100 m stile libero

| Posizione | Paese       |    |    |    | Totale |
| --------- | ----------- | -- | -- | -- | ------ |
| 1         | Russia      | 12 | 8  | 5  | 25     |
| 2         | Italia      | 5  | 8  | 8  | 21     |
| 3         | Francia     | 5  | 4  | 4  | 13     |
| 4         | Spagna      | 5  | 3  | 4  | 12     |
| 5         | Germania    | 4  | 4  | 1  | 9      |
| 6         | Paesi Bassi | 4  | 3  | 3  | 10     |
| 7         | Ungheria    | 3  | 4  | 2  | 9      |
| 8         | Austria     | 3  | 2  | 3  | 8      |
| 9         | Svezia      | 3  | 1  | 6  | 10     |
| 10        | Ucraina     | 2  | 4  | 7  | 13     |
| 11        | Regno Unito | 2  | 2  | 0  | 4      |
| 12        | Norvegia    | 1  | 2  | 0  | 3      |
| 13        | Grecia      | 1  | 1  | 0  | 2      |
| 13        | Slovenia    | 1  | 1  | 0  | 2      |
| 13        | Svizzera    | 1  | 1  | 0  | 2      |
| 16        | Polonia     | 1  | 0  | 1  | 2      |
| 17        | Serbia      | 1  | 0  | 0  | 1      |
| 18        | Croazia     | 0  | 2  | 1  | 3      |
| 18        | Finlandia   | 0  | 2  | 1  | 3      |
| 20        | Romania     | 0  | 1  | 4  | 5      |
| 21        | Bielorussia | 0  | 1  | 1  | 2      |
| 22        | Danimarca   | 0  | 0  | 1  | 1      |
| 22        | Lituania    | 0  | 0  | 1  | 1      |
| 22        | Slovacchia  | 0  | 0  | 1  | 1      |
| Totale    | Totale      | 54 | 54 | 54 | 162    |

## Squalifiche
Il greco Ioannis Drymonakos, campione e primatista europeo sui 200 m farfalla e medaglia d'argento nei 400 m misti è stato squalificato per doping nel novembre del 2008 e gli sono state tolte le medaglie vinte in acqua.

## Nuoto

### Uomini
| Evento               | Oro                                                                           | Perform.    | Argento                                                                         | Perform. | Bronzo                                                                               | Perform. |
| Stile libero         |                                                                               |             |                                                                                 |          |                                                                                      |          |
| 50 m                 | Alain Bernard                                                                 | 21"66       | Duje Draganja                                                                   | 22"00    | Stefan Nystrand                                                                      | 22"16    |
| 100 m                | Alain Bernard                                                                 | 47"50 RM    | Stefan Nystrand                                                                 | 48"40    | Filippo Magnini                                                                      | 48"53    |
| 200 m                | Paul Biedermann                                                               | 1'46"59     | Amaury Leveaux                                                                  | 1'46"99  | Massimiliano Rosolino                                                                | 1'47"33  |
| 400 m                | Jurij Prilukov                                                                | 3'45"10 RC  | Massimiliano Rosolino                                                           | 3'45"19  | Nikita Lobincev                                                                      | 3'46"75  |
| 800 m                | Gergő Kis                                                                     | 7'51"94 RC  | Samuel Pizzetti                                                                 | 7'54"09  | Dragoș Coman                                                                         | 7'54"37  |
| 1500 m               | Jurij Prilukov                                                                | 14'50"40 RC | David Davies                                                                    | 14'54"28 | Mateusz Sawrymowicz                                                                  | 14'58"78 |
| Dorso                |                                                                               |             |                                                                                 |          |                                                                                      |          |
| 50 m                 | Aristeidis Grigoriadis                                                        | 25"13       | Flori Lang                                                                      | 25"18    | Lubos Krizko                                                                         | 25"44    |
| 100 m                | Markus Rogan                                                                  | 54"03       | Aristeidis Grigoriadis                                                          | 54"27    | Arkadij Vjatčanin                                                                    | 54"45    |
| 200 m                | Markus Rogan                                                                  | 1'55"85     | Arkadij Vjatčanin                                                               | 1'57"04  | Răzvan Florea                                                                        | 1'57"53  |
| Rana                 |                                                                               |             |                                                                                 |          |                                                                                      |          |
| 50 m                 | Oleh Lisohor                                                                  | 27"43       | Alexander Dale Oen                                                              | 27"53    | Alessandro Terrin                                                                    | 27"64    |
| 100 m                | Alexander Dale Oen                                                            | 59"76 RE    | Hugues Duboscq                                                                  | 59"78    | Oleh Lisohor                                                                         | 1'00"53  |
| 200 m                | Grigorij Falko                                                                | 2'09"64 RC  | Alexander Dale Oen                                                              | 2'09"74  | Hugues Duboscq                                                                       | 2'09"91  |
| Farfalla             |                                                                               |             |                                                                                 |          |                                                                                      |          |
| 50 m                 | Milorad Čavić                                                                 | 23"11 RE    | Serhij Breus                                                                    | 23"48    | Rafael Muñoz Pérez                                                                   | 23"60    |
| 100 m                | Evgenij Korotyškin                                                            | 51"89 RC    | Peter Mankoč                                                                    | 52"07    | Rafael Muñoz Pérez                                                                   | 52"09    |
| 200 m                | Paweł Korzeniowski                                                            | 1'54"38 RE  | Nikolaj Skvorcov                                                                | 1'54"65  | Christophe Lebon                                                                     | 1'56"67  |
| Misti                |                                                                               |             |                                                                                 |          |                                                                                      |          |
| 200 m                | László Cseh                                                                   | 1'58"02     | Dinko Jukić                                                                     | 1'59"65  | Vytautas Janušaitis                                                                  | 2'00"17  |
| 400 m                | László Cseh                                                                   | 4'09"59 RE  | Luca Marin                                                                      | 4'16"69  | Dinko Jukić                                                                          | 4'17"24  |
| Staffette            |                                                                               |             |                                                                                 |          |                                                                                      |          |
| 4x100 m stile libero | Svezia Marcus Piehl Stefan Nystrand Petter Stymne Jonas Persson               | 3'15"41     | Italia Massimiliano Rosolino Alessandro Calvi Christian Galenda Filippo Magnini | 3'15"77  | Paesi Bassi Mitja Zastrow Bas van Velthoven Robert Lijesen Pieter van den Hoogenband | 3'15"88  |
| 4x200 m stile libero | Italia Emiliano Brembilla Massimiliano Rosolino Nicola Cassio Filippo Magnini | 7'09"94     | Russia Nikita Lobincev Aleksandr Suchorukov Evgenij Lagunov Jurij Prilukov      | 7'11"70  | Austria Dominik Koll Markus Rogan David Brandln Dinko Jukić                          | 7'13"99  |
| 4x100 m misti        | Russia Arkadij Vjatčanin Grigorij Falko Evgenij Korotyškin Andrej Grečin      | 3'34"25 RE  | Croazia Gordan Kožulj Vanja Rogulj Mario Todorovic Duje Draganja                | 3'36"32  | Svezia Simon Sjoedin Jonas Andersson Lars Frölander Stefan Nystrand                  | 3'36"85  |

### Donne
| Evento               | Oro                                                                          | Perform.    | Argento                                                                          | Perform. | Bronzo                                                                             | Perform. |
| Stile libero         |                                                                              |             |                                                                                  |          |                                                                                    |          |
| 50 m                 | Marleen Veldhuis                                                             | 24"09 RM    | Hinkelien Schreuder                                                              | 24"59    | Therese Alshammar                                                                  | 24"71    |
| 100 m                | Marleen Veldhuis                                                             | 53"77       | Hanna-Maria Seppälä                                                              | 54"04    | Inge Dekker                                                                        | 54"12    |
| 200 m                | Sara Isaković                                                                | 1'57"45     | Camelia Potec                                                                    | 1'57"47  | Ágnes Mutina                                                                       | 1'58"06  |
| 400 m                | Federica Pellegrini                                                          | 4'01"53 RM  | Coralie Balmy                                                                    | 4'04"15  | Camelia Potec                                                                      | 4'05"62  |
| 800 m                | Alessia Filippi                                                              | 8'23"50     | Erika Villaécija                                                                 | 8'24"08  | Camelia Potec                                                                      | 8'25"28  |
| 1500 m               | Flavia Rigamonti                                                             | 15'58"54 RC | Erika Villaécija                                                                 | 16'02"08 | Lotte Friis                                                                        | 16'11"26 |
| Dorso                |                                                                              |             |                                                                                  |          |                                                                                    |          |
| 50 m                 | Anastasija Zueva                                                             | 28"05 RC    | Nina Živanevskaja                                                                | 28"11    | Sanja Jovanović                                                                    | 28"17    |
| 100 m                | Anastasija Zueva                                                             | 59"41 RE    | Laure Manaudou                                                                   | 1'00"05  | Nina Živanevskaja                                                                  | 1'00"29  |
| 200 m                | Laure Manaudou                                                               | 2'07"99     | Anastasija Zueva                                                                 | 2'09"59  | Nikolett Szepesi                                                                   | 2'09"90  |
| Rana                 |                                                                              |             |                                                                                  |          |                                                                                    |          |
| 50 m                 | Janne Schaefer                                                               | 31"08 RC    | Julija Efimova                                                                   | 31"41    | Mirna Jukić                                                                        | 31"59    |
| 100 m                | Mirna Jukić                                                                  | 1'08"18     | Alena Alekseeva                                                                  | 1'08"91  | Joline Hoestman                                                                    | 1'08"94  |
| 200 m                | Julija Efimova                                                               | 2'24"09 RC  | Mirna Jukić                                                                      | 2'24"58  | Alena Alekseeva                                                                    | 2'25"22  |
| Farfalla             |                                                                              |             |                                                                                  |          |                                                                                    |          |
| 50 m                 | Chantal Groot                                                                | 26"03       | Inge Dekker                                                                      | 26"30    | Svjatlana Chachlova                                                                | 26"52    |
| 100 m                | Sarah Sjöström                                                               | 58"44       | Inge Dekker                                                                      | 58"50    | Aurore Mongel                                                                      | 58"54    |
| 200 m                | Aurore Mongel                                                                | 2'06"59     | Emese Kovács                                                                     | 2'06"71  | Mireia Belmonte Garcia                                                             | 2'09"32  |
| Misti                |                                                                              |             |                                                                                  |          |                                                                                    |          |
| 200 m                | Mireia Belmonte García                                                       | 2'11"16 RC  | Evelyn Verrasztó                                                                 | 2'12"93  | Camille Muffat                                                                     | 2'13"63  |
| 400 m                | Alessia Filippi                                                              | 4'36"38     | Katinka Hosszú                                                                   | 4'37"43  | Jana Mart'inova                                                                    | 4'37"86  |
| Staffette            |                                                                              |             |                                                                                  |          |                                                                                    |          |
| 4x100 m stile libero | Paesi Bassi Inge Dekker Ranomi Kromowidjojo Femke Heemskerk Marleen Veldhuis | 3'33"62 RM  | Italia Erica Ferraioli Federica Pellegrini Maria Laura Simonetto Cristina Chiuso | 3'41"06  | Svezia Claire Hedenskog Josefin Lillhage Ida Marko-Varga Magdalena Kuras           | 3'41"28  |
| 4x200 m stile libero | Francia Laure Manaudou Coralie Balmy Mylene Lazare Alena Popchanka           | 7'52"09     | Regno Unito Joanne Jackson Melanie Marshall Ellen Gandy Caitlin McClatchey       | 7'52"36  | Italia Alice Carpanese Federica Pellegrini Alessia Filippi Renata Spagnolo         | 7'55"69  |
| 4x100 m misti        | Regno Unito Elizabeth Simmonds Kate Haywood Jemma Lowe Francesca Halsall     | 3'59"33 RE  | Russia Anastasija Zueva Julija Efimova Natal'ja Sutjagina Dar'ja Beljakina       | 4'00"47  | Paesi Bassi Hinkelien Schreuder Jolijn van Valkengoed Inge Dekker Marleen Veldhuis | 4'04"41  |

## Tuffi

### Uomini
| Evento              | Oro                                    | Perform. | Argento                                       | Perform. | Bronzo                                                 | Perform. |
| Tuffi individuali   |                                        |          |                                               |          |                                                        |          |
| Trampolino 1m       | Illja Kvaša                            | 454,65   | Joona Puhakka                                 | 432,80   | Cristopher Sacchin                                     | 423,80   |
| Trampolino 3 m      | Dmitrij Ivanovič Sautin                | 493,70   | Illja Kvaša                                   | 468,70   | Joona Puhakka                                          | 441,80   |
| Piattaforma 10 m    | Tom Daley                              | 491,95   | Sascha Klein                                  | 487,60   | Francesco Dell'Uomo                                    | 481,30   |
| Tuffi sincronizzati |                                        |          |                                               |          |                                                        |          |
| Trampolino 3 m      | Russia Jurij Kunakov Dimitri Sautin    | 440,76   | Germania Tobias Schellenberg Andreas Wels     | 413,94   | Ucraina Dmytro Lysenko Anton Zacharov                  | 406,56   |
| Piattaforma 10 m    | Germania Patrick Hausding Sascha Klein | 453,23   | Bielorussia Vadzim Kaptur Aljaksandr Varlamaŭ | 427,35   | Russia Konstantin Chambekov Oleg Aleksandrovič Vikulov | 426,24   |

### Donne
| Evento              | Oro                                            | Perform. | Argento                                  | Perform. | Bronzo                                    | Perform. |
| Tuffi individuali   |                                                |          |                                          |          |                                           |          |
| Trampolino 1m       | Anna Lindberg                                  | 293,85   | Nóra Barta                               | 270,60   | Katja Dieckow                             | 264,15   |
| Trampolino 3 m      | Julija Pachalina                               | 347,40   | Katja Dieckow                            | 330,80   | Olena Fedorova                            | 319,70   |
| Piattaforma 10 m    | Tania Cagnotto                                 | 355,35   | Julija Prokopčuk                         | 328,35   | Elina Eggers                              | 319,65   |
| Tuffi sincronizzati |                                                |          |                                          |          |                                           |          |
| Trampolino 3 m      | Russia Julija Pachalina Anastasija Pozdnjakova | 327,57   | Germania Heike Fischer Ditte Kotzian     | 305,64   | Ucraina Olena Fedorova Alevtina Korolyova | 301,86   |
| Piattaforma 10 m    | Germania Annett Gamm Nora Subschinski          | 336,68   | Ucraina Alina Chaplenko Julija Prokopčuk | 334,20   | Italia Noemi Batki Tania Cagnotto         | 323,13   |

## Nuoto sincronizzato
| Evento              | Oro | Perform. | Argento | Perform. | Bronzo | Perform. |
| Solo                | Gemma Mengual | 98,400   | Natal'ja Iščenko | 98,300   | Beatrice Adelizzi | 94,400   |
| Duo                 | Spagna Andrea Fuentes Gemma Mengual | 97,800   | Italia Beatrice Adelizzi Giulia Lapi | 94,900   | Ucraina Daria Iushko Kseniya Sydorenko | 93,900   |
| A squadre           | Spagna Alba Cabello Ona Carbonell Raquel Corral Andrea Fuentes Thais Henriquez Gemma Mengual Irina Rodríguez Paola Tirados                            | 97,800   | Italia Alessia Bigi Elisa Bozzo Costanza Fiorentini Manila Flamini Francesca Gangemi Mariangela Perrupato Sara Sgarzi Federica Tommasi                              | 95,200   | Ucraina Anna Bagirova Nadiya Berezhna Anastasiya Chepak Daria Iushko Ganna Khmelnytska Olga Kondrashova Julija Maryanko Kseniya Sydorenko                           | 93,300   |
| Combinato a squadre | Spagna Alba Cabello Raquel Corral Andrea Fuentes Thais Henriquez Laura Lopez Gemma Mengual Gisela Moron Irina Rodríguez Paola Tirados Cristina Violan | 97,900   | Italia Alessia Bigi Elisa Bozzo Costanza Fiorentini Manila Flamini Francesca Gangemi Giulia Lapi Mariangela Perrupato Dalila Schiesaro Sara Sgarzi Federica Tommasi | 95,100   | Ucraina Anna Bagirova Nadiya Berezhna Anastasiya Chepak Inga Giller Daria Iushko Ganna Khmelnytska Olga Kondrashova Julija Maryanko Olga Shevchuk Kseniya Sydorenko | 94,100   |